# Milà-Sanremo 1995

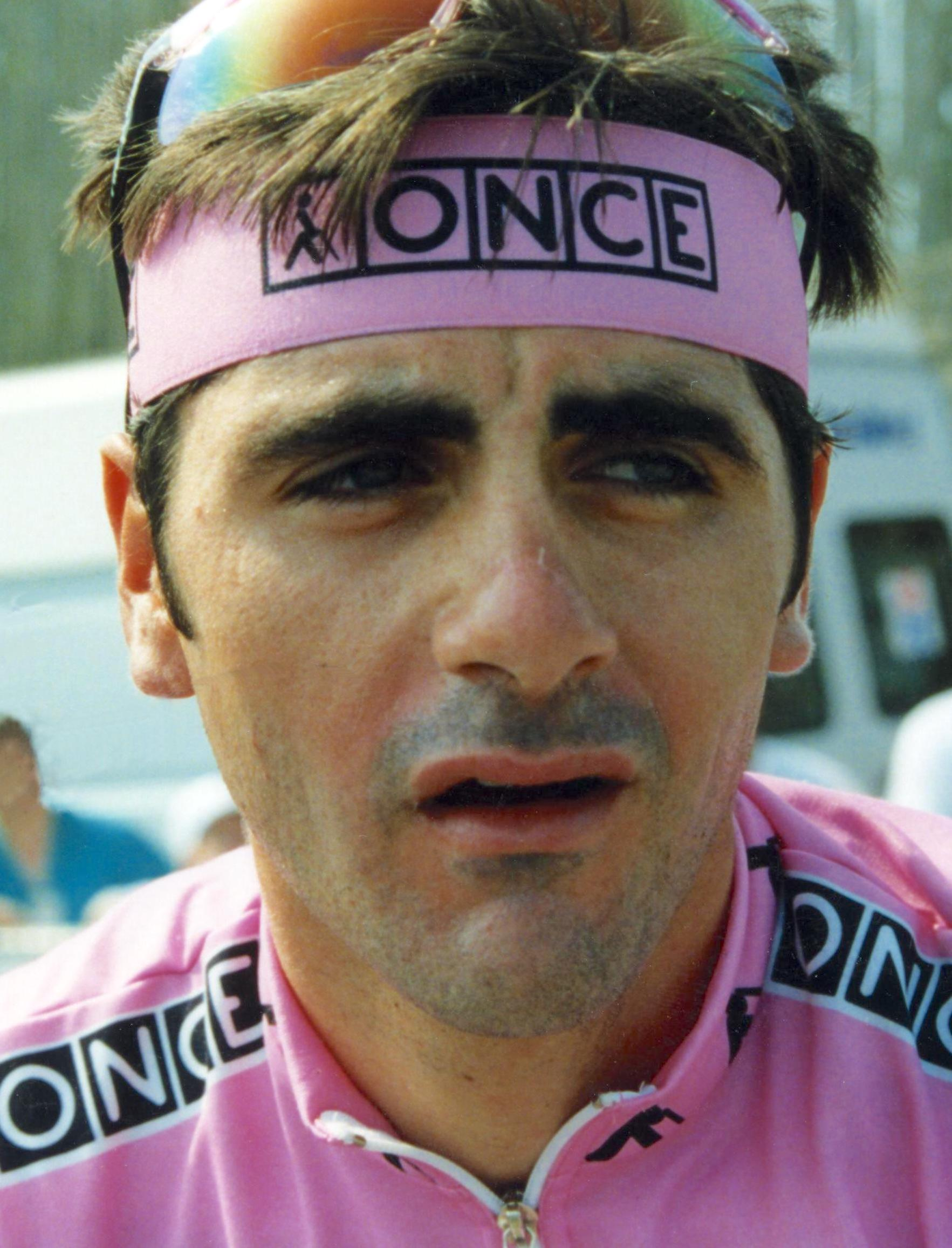
Imatge de Laurent Jalabert, vencedor de la prova.

La Milà-Sanremo 1995 fou la 86a edició de la Milà-Sanremo. La cursa es disputà el 18 de març de 1995 i va ser guanyada pel francès Laurent Jalabert, que s'imposà a l'esprint al seu company d'escapada Maurizio Fondriest en la meta de Sanremo.
193 ciclistes hi van prendre part, acabant la cursa 162 d'ells.

## Classificació final
|    | Ciclista           | Equip                   | Temps     |
| -- | ------------------ | ----------------------- | --------- |
| 1  | Laurent Jalabert   | ONCE                    | 6h 45'20" |
| 2  | Maurizio Fondriest | Lampre-Panaria          | m. t.     |
| 3  | Stefano Zanini     | Gewiss-Ballan           | + 04"     |
| 4  | Davide Rebellin    | MG Maglificio-Technogym | m. t.     |
| 5  | Michele Bartoli    | Mercatone Uno-Saeco     | m. t.     |
| 6  | Fabiano Fontanelli | ZG Mobili-Selle Italia  | + 13"     |
| 7  | Dmitri Kónixev     | Aki-Gipiemme            | + 14"     |
| 8  | Claudio Chiappucci | Carrera Jeans-Tassoni   | + 17"     |
| 9  | Jesper Skibby      | TVM-Polis Direct        | m. t.     |
| 10 | Fabio Baldato      | MG Maglificio-Technogym | m. t.     |